# Долганская Яма
Долга́нская Я́ма — карстовая пещера в известняках, самая крупная в Забайкалье и на Дальнем Востоке. Расположена в 15 км к востоку от посёлка Багдарин на Витимском плоскогорье в Баунтовском районе Республики Бурятия, в бассейне реки Витим. Протяженность пещеры 5120 м, глубина 135 метров. Представляет собой лабиринт из круто падающих, вертикальных и горизонтальных ходов. В Долганской Яме имеются два небольших постоянных озера. Температура внутри колеблется от 0-3 °С в верхней части и до 5 °С в нижней, температура воды в озёрах ~4 °С.
Пещеры Долганская Яма и Дельфин являются местами зимовки летучих мышей. Здесь находится колония зимующих рукокрылых в Сибири (более 2000 особей).
Самый большой по площади грот пещеры назван в честь талантливого фотографа Виктора Войналовича. Самый высокий — грот Четырёх, его высота около 40 м.
Долганская карстовая система — единственный известный комплекс пустот в России в многолетнемёрзлых породах с круглогодичной положительной температурой. Является полигоном геологических, биологических, палеонтологических, гидрогеологических, гляциологических, микроклиматических и геоморфологических наблюдений. Изучается с конца 1970-х годов.